# Poličany
Poličany (Duits: Politschan) is een Tsjechische plaats in de gemeente Křečovice, regio Midden-Bohemen, en maakt deel uit van het district Benešov. Het dorp ligt op 5 kilometer afstand van Křečovice.
Poličany telt 33 inwoners (2021).

## Geschiedenis
De eerste schriftelijke vermelding van het dorp dateert van 1561.
Tijdens de Tweede Wereldoorlog was het dorp onderdeel van het militaire oefenterrein van de Waffen-SS Benešov. Op 31 december 1943 moesten de inwoners daarom noodgedwongen hun huizen verlaten.
In 1960 werd Poličany, samen met Křečovice, ingedeeld bij het district Benešov.

## Verkeer en vervoer

### Autowegen
Er leidt een regionale weg naar het dorp.

### Spoorlijnen
Er is geen station in Poličany. Het dichtstbijzijnde station is in Štětkovice, op zo'n zeventien kilometer afstand. Dat station ligt aan de spoorlijn van Benešov naar Vlašim.

### Buslijnen
Er is geen bushalte in het dorp. De dichtstbijzijnde bushalte is in Nahoruby, op zo'n 1,5 kilometer afstand:
| Halte               | Lijn | Traject              | Vervoerder   |
| ------------------- | ---- | -------------------- | ------------ |
| Křečovice, Nahoruby | 756  | Křečovice - Neveklov | CŠAD Benešov |

## Bezienswaardigheden
- Onze-Lieve-Vrouweklooster boven de Moldau, waar tevens lokaal trappistenbier gebrouwen wordt[4]

## Galerij

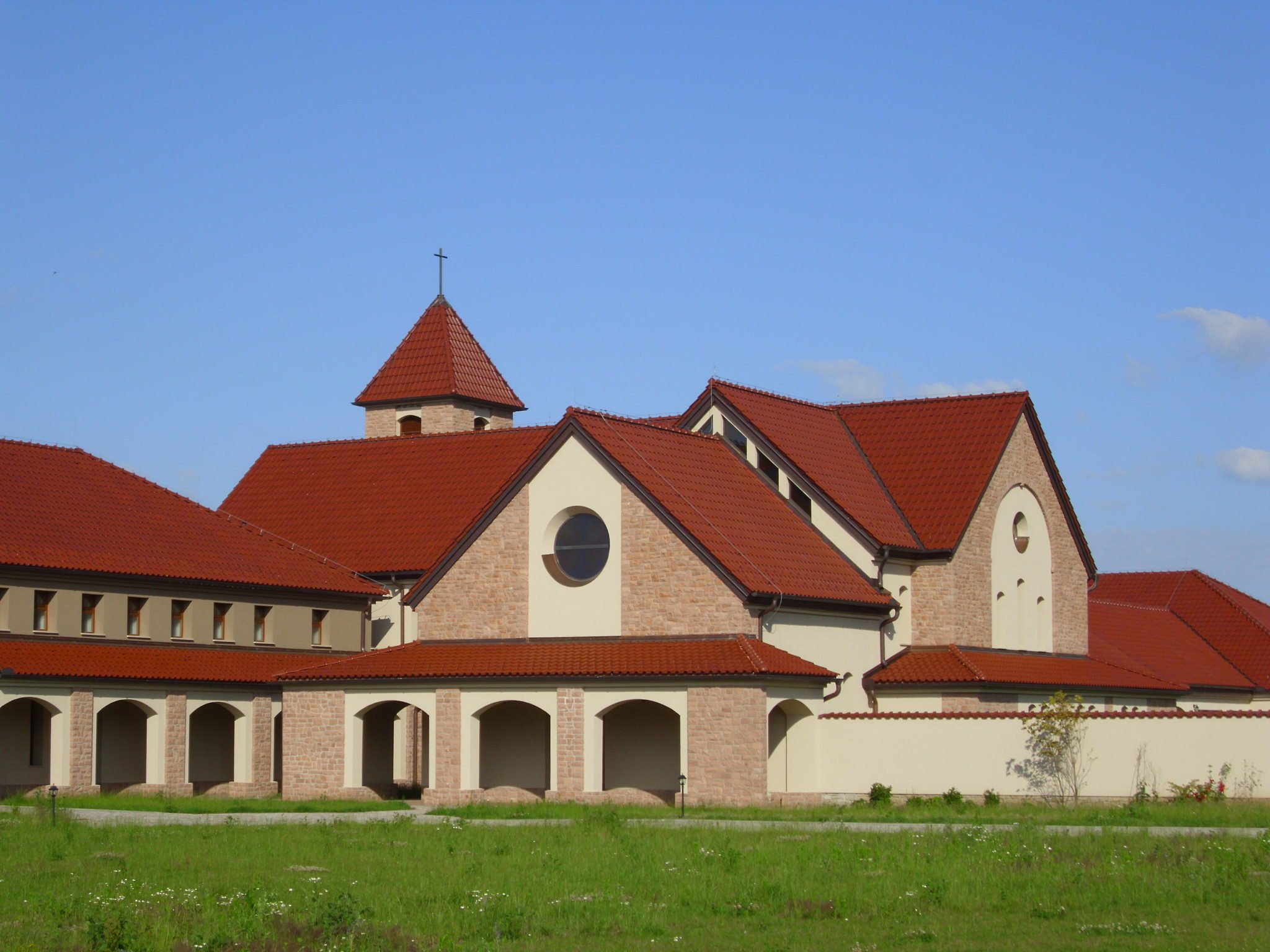
Onze-Lieve-Vrouweklooster boven de Molday (2012)
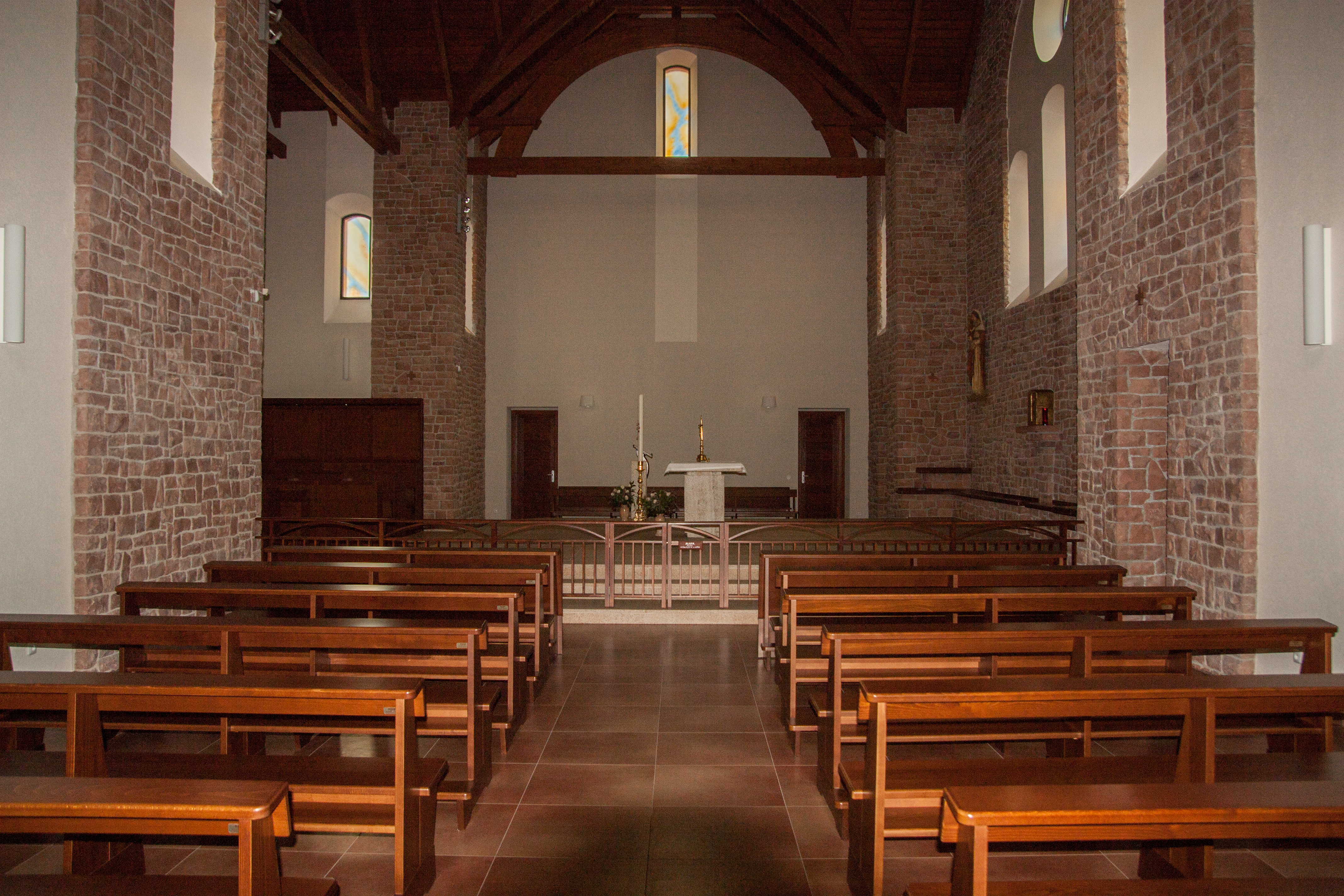
Klooster - binnenzijde (2019)
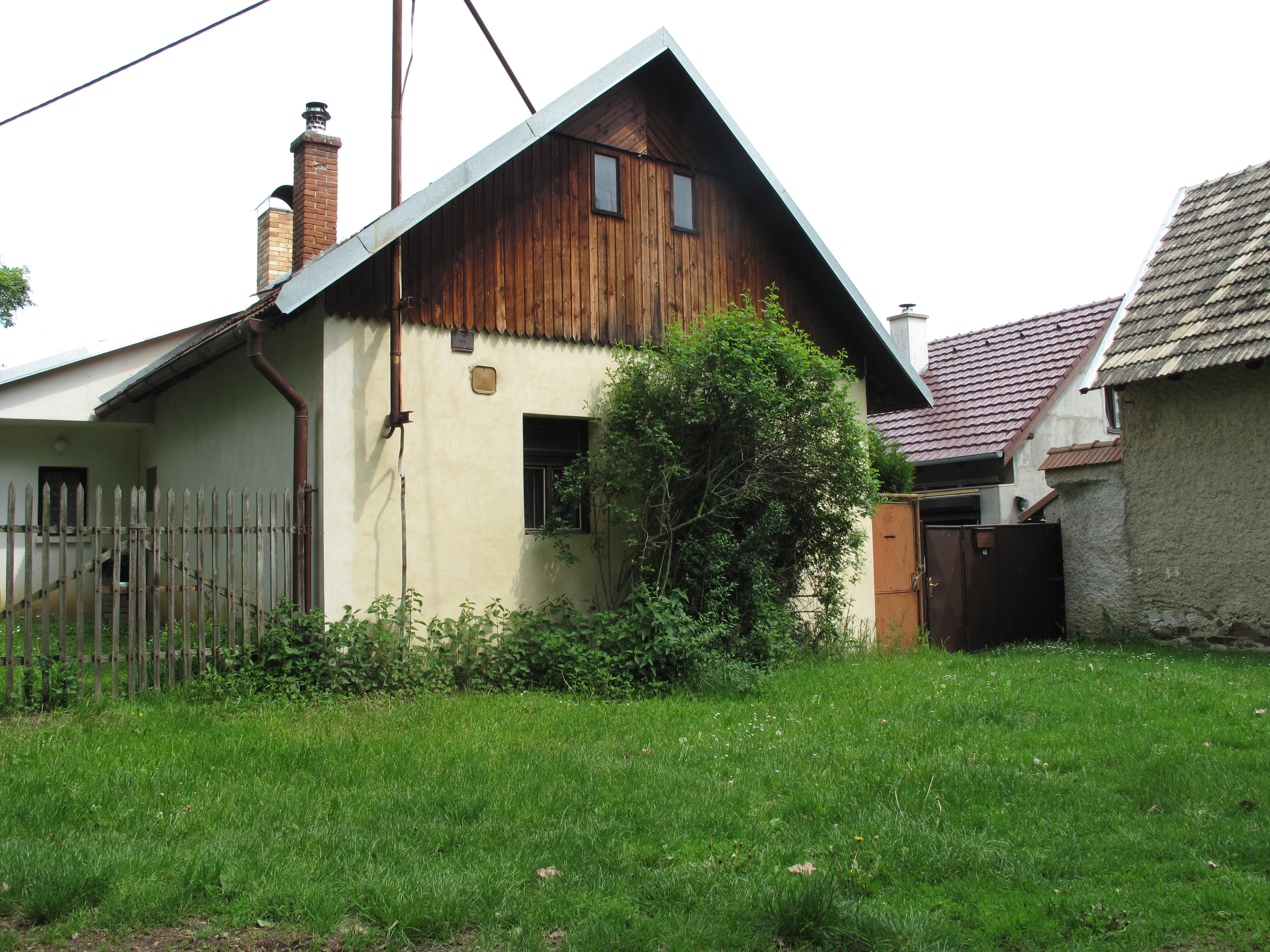
Huis in het dorp (2019)
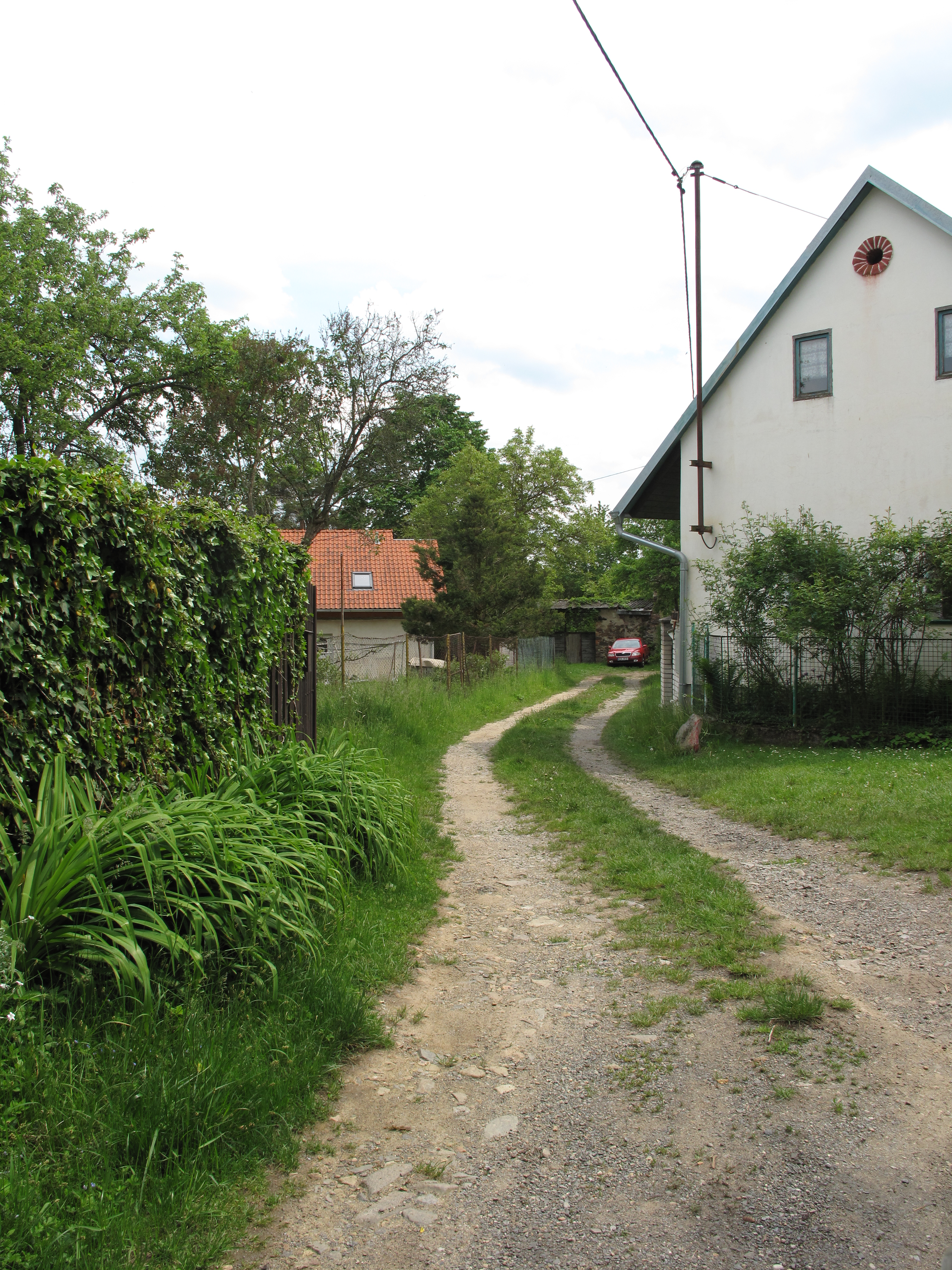
Weggetje in het dorp (2019)